# Ryszard Legutko
Ryszard Antoni Legutko, né le 24 décembre 1949 à Cracovie, est un professeur de philosophie et un homme politique polonais, membre de Droit et justice (PiS) et ancien ministre de l'Éducation en 2007.
Il est élu député européen en 2009 et co-préside, de 2017 à 2024, le groupe des Conservateurs et réformistes européens, aux côtés de Syed Kamall.

## Publications
- Society As a Department Store: Critical Reflections on the Liberal State, 2002
- Traité sur la liberté, 2007
- Socrate, 2013
- The Demon in Democracy: Totalitarian Temptations in Free Societies, 2016

Traductions en français
- Le Diable dans la démocratie : tentations totalitaires au cœur des sociétés libres [« The Demon in Democracy: Totalitarian Temptations in Free Societies »], L'Artilleur, 2021, 368 p. (ISBN 978-2810010080)